# Adam Smith
Adam Smith (16. června 1723 Kirkcaldy – 17. července 1790 Edinburgh) byl skotský ekonom a filozof, zakladatel moderní ekonomie a představitel skotského osvícenství.

## Život
Narodil se v Kirkcaldy ve Skotsku. Jeho otec, který byl taktéž Adam Smith, byl skotský advokát, prokurátor a celník v Kirkcaldy. Jeho matka Margaret rozená Douglas, si vzala Smithova otce v roce 1720. Ovdověla dva měsíce před jeho narozením. Pokřtěn byl 5. července 1723, což se často pokládá i za den jeho narození, ale pravé datum narození není známo.
V letech 1737–1740 studoval na univerzitě v Glasgow, jako předměty studia zde měl řečtinu, logiku, filozofii, matematiku a fyziku. V této době se aktivně podílel na činnosti prvního ekonomického klubu na světě. Jeho učitelem morální filozofie byl Francis Hutcheson. Po završení studia od roku 1740 pokračoval ve studiích na univerzitě v Oxfordu na Balliol College. Po jedenácti letech studia v Oxfordu by byl připraven na kariéru duchovního. Po šesti letech ale od této myšlenky upustil a vrátil se do Skotska. V roce 1751 byl zvolen profesorem logiky na univerzitě v Glasgow a o rok později profesorem mravní filozofie. V roce 1759 publikoval svoji první práci Teorie mravních citů (The Theory of Moral Sentiments). V roce 1764 přijal pozvání vévody z Buccleuchu (syna Charlese Townshenda) a stal se jeho průvodcem a učitelem na jeho studijní cestě po pevnině. Tuto cestu zakončili desetiměsíčním pobytem v Paříži (do října 1766), kde se seznámil s Voltairem a francouzskými fyziokraty a jejich díly. V letech 1767–1773 se věnoval psaní knihy Bohatství národů. Toto dílo mělo veliký úspěch již za jeho života, vyšlo v pěti vydáních a bylo přeloženo do francouzštiny a němčiny. Smith se díky tomuto dílu stal uznávanou ekonomickou autoritou v Anglii i v zahraničí. Koncem roku 1778 byl v Londýně jmenován komisařem královských cel ve Skotsku, proto se přestěhoval do Edinburghu, kde žil až do své smrti.

## Dílo
Smithovy přednášky na Glasgowské univerzitě měly čtyři části: první byla přirozená teologie, druhá etika, třetí nauka o spravedlnosti a čtvrtá o politické ekonomii. Obsahem jeho přednášek bylo převážně pojednání z jeho díla Teorie mravních citů. Zachovaly se některé drobné stati, jako úvahy o prvním tvoření jazyků. Před svojí smrtí dal Adam Smith většinu svých děl spálit, ale v roce 1895 objevil profesor Edwin Cannan sešit studenta Smithových přednášek o spravedlnosti, policii, veřejných příjmech a vojenství. V roce 1896 byly vydány pod názvem Lectures on Justice, Police, Revenue and Arms. Adam Smith je uváděn s přívlastkem národohospodář. Pro jeho hlavní dílo Bohatství národů se zapomíná na dílo Teorie mravních citů, kde Smith vychází ze skutečnosti přirozené sympatie a vysvětluje nejsložitější mravní vztahy. Tyto představy vedou k závěru, že jednotlivci nejsou přirozeně egoističtí, že mají potřebu se spontánně sdružovat a že není potřeba vnějšího zásahu, aby vznikl společenský život. Smith chápe člověka jako společenskou bytost a klade důraz na lítost a soucit, emoce, jež pociťujeme nad neštěstím druhých, a schopnost empatie. Svou nauku o ekonomické teorii naopak postavil na zájmu jednotlivce o sebe sama (egoismus).
Těžištěm jeho díla je kniha zkráceně zvaná Bohatství národů (Wealth of Nations, plným titulem An Inquiry into the Nature and Causes of the Wealth of Nations, 1776; česky Pojednání o podstatě a původu bohatství národů, SNTL 1958 ve dvou svazcích a Liberální institut 2001). V ní přišel s teorií spontánního řádu se svobodou, konkurencí a dělbou práce jako nezbytnými předpoklady bohatství všech členů společnosti, s podobenstvím o neviditelné ruce trhu. Zde popisuje zvýšení efektivity práce při specializaci dělníka na jednu operaci, srovnává a popisuje výrobní náklady a zisk v porovnání s dělníkem, který musí zvládat práci na několika operacích souběžně. Rozebírá různé situace z hlediska potřeb zaměstnavatelů a zaměstnanců, odráží obraz vzniku a přínosu manufaktur. V tomto díle rozebírá filozoficky skutečnou hodnotu zboží, převedenou na hodnotu lidské práce, porovnává různé profese mezi sebou z hlediska jejich náročnosti, podle příprav na jejich vykonávání a náročnost jejich způsobu výroby, rizika provozování, fyzické náročnosti i z hlediska dlouhodobých příprav (studia) na kterékoliv náročné a zodpovědné zaměstnání. Popisuje také nemalou důležitost rozmístění jednotlivých profesí a dodávaného zboží, vzhledem k vyrovnání poptávky a nabídky v závislosti na ceně (první ekonomický popis neviditelné ruky trhu). Popisuje také porovnání způsobu směny zboží za lidskou práci, výrobek a za peníze. Popisuje vztah zaměstnavatele k zaměstnancům, jejich konkrétní povinnosti a investice při výrobě zboží a následné výhody z toho vyplývající pro obě strany. Smith byl toho názoru, že rozsah dělby práce, trhu a specializace funguje prostřednictvím sekvence, která zvyšuje produktivitu práce. Popisuje funkci kapitalismu, kde chudý dělník pracuje a nevytváří žádné úspory, nýbrž jeho práce slouží jen k uspokojení jeho potřeb, zatímco kapitalista vlastní kapitál a ze svých úspor tento kapitál navyšuje nekonečnými investicemi pro tvorbu produktů, kde může svojí prací uspokojit své potřeby chudý dělník. Zaměstnanost je tedy funkcí akumulace kapitálu, díky úsporám může kapitál akumulovat a zvětšovat prostředky mzdového fondu a potažmo zaměstnanosti. Mzdy se ve Smithově díle pohybují kolem existenčního minima, kde Smith uvádí velikou konkurenci dělníků v porovnání s konkurencí kapitalistů, jichž je omezený počet. Popisuje základ obchodního merkantilního systému, v určení místa a způsobu bohatství, kde je dvojí funkce peněz jako nástroje obchodu a měřítka hodnoty. Před knihou Bohatství národů vydal rovněž významné, ale dnes méně populární dílo Teorie mravních citů (The Theory of Moral Sentiments, 1759; v češtině vyšel Liberální institut 2005), v němž odmítl vizi o možnosti centrálního řízení společnosti. Zabýval se také paradoxem hodnoty.
Na Smithovo dílo navazovali a dále je rozvíjeli všichni další ekonomové 19. století jako např. John Stuart Mill, David Ricardo a Alfred Marshall, ovlivnil i Karla Marxe; vraceli se k němu i mnozí významní ekonomové moderní doby jako např. John Maynard Keynes, Friedrich August Hayek, Ludwig von Mises či Ronald Coase.
Doktor Josef Macek o něm napsal: „Adam Smith uveřejnil svůj Blahobyt národů; a ten – díváme-li se na jeho konečné následky – jest nejdůležitější kniha, která kdy byla napsána, a jest jistě nejcennějším příspěvkem, který kdy byl podán jediným člověkem k tomuto cíli, aby byly na pevno postaveny zásady, na nichž vláda má býti založena.“
Karel Marx o něm napsal: „Na jedné straně sleduje vnitřní souvislost ekonomických kategorií čili skrytou stavbu ekonomického systému. Na druhé straně staví vedle toho souvislost, jak je zdánlivě dána v jevech konkurence a jak se tudíž jeví pozorovateli, stejně jako člověku, který je prakticky v zajetí procesu výroby a je na něm zainteresován.“
Jeho přezdívka (spíš nadávka) byla „blekota Smith“. Mimo jiné měl vadu řeči a nervový tik. Sám o sobě prohlásil: „Krásný jsem pouze ve svém díle.“[zdroj?]

## Přínos
Jeho dílo bylo zaměřeno na detailní rozpracování celé ekonomiky – pojednává o hodnotě výrobku, lidské práci, poptávce a nabídce, hodnotě peněz, hodnotě statků, funkci a způsobech směny zboží a materiálu, funkci toku zboží a poptávky po lidské práci. Je to komplexní filozofické zmapování celého ekonomického systému v raně kapitalistické společnosti, které dalo směr dalšího vývoje makro- a mikroekonomiky dalších generací, ujednotilo a vyvrátilo nesčetné nesmysly, které byly hromaděny po věky.

## Životopis v datech

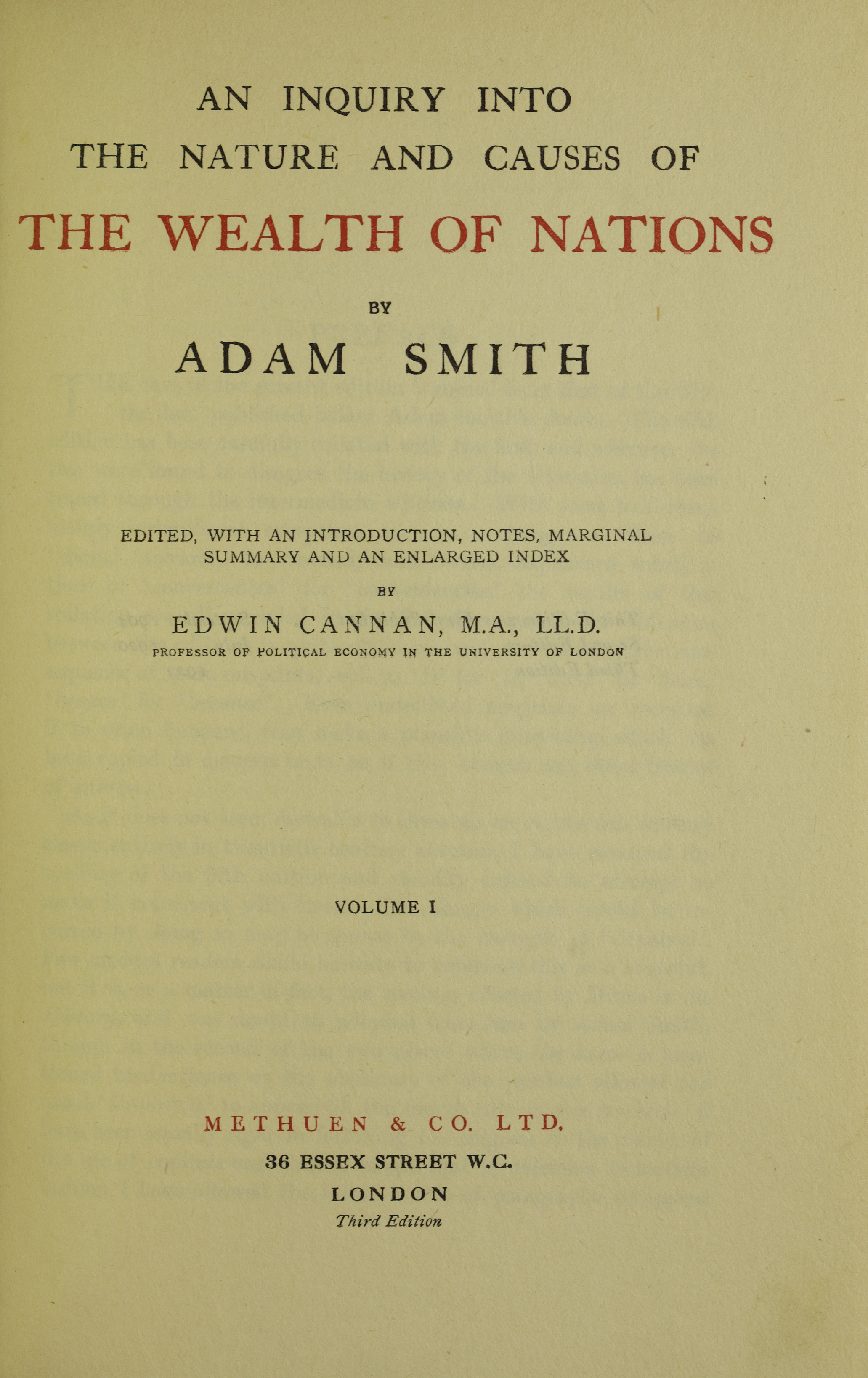
Inquiry into the nature and causes of the wealth of nations, 1922

- 1737–1740 studium na Glasgowské univerzitě (matematika, geometrie, fyzika)
- 1740–1747 studium na Balliol College, Oxford
- 1751 profesor logiky na Glasgowské univerzitě
- 1751–1764 profesor morální filozofie
- 1759 vydání Teorie mravních citů
- 1764 přijetí místa tutora a průvodce syna Charlese Townshenda
- 1764–1766 pobyt v Paříži, Toulouse a Ženevě
- 1767 poradce Charlese Townshenda při vypracování návrhu zdanění
- 1776 9. března vyšlo Bohatství národů
- 1777 odchod z Londýna do Edinburghu a Kirkcaldy
- 1778 byl jmenován celním zplnomocněncem pro Skotsko a pro daň ze soli